# Camp de Vista Alegre
El Camp de Vista Alegre, fue un estadio de fútbol de la ciudad de Gerona, España. Fue la sede del Girona FC entre 1930 y 1970.

## Historia
En junio de 1922 el Ayuntamiento de Gerona inauguró el nuevo estadio en el barrio de Vista Alegre, ya que el antiguo campo "Campo de Martes" ubicado en el centro del Parque de la Dehesa de Gerona, se quedó pequeño para albergar al numeroso público.

Para la inauguración se jugó un partido amistoso contra el FC Barcelona, campeón de Liga aquella temporada, perdiendo el Girona FC 2-5 con un Barça repleto de figuras. Al partido asistió el por entonces presidente culé Hans Gamper.
Entre 1922 y 1930 fue utilizado por el UD Girona

Entre 1930 y 1970 fue utilizado por el Girona FC, hasta que se volvió a quedar pequeño para los seguidores y lo sustituyeron por el actual Municipal de Montilivi.